# 二式小銃
二式小銃（にしきしょうじゅう）は、第二次世界大戦時の大日本帝国陸軍の小銃。有坂銃の一つである九九式短小銃をベースとして、挺進兵が落下傘降下時に不便なく小銃を携行できるよう2つに分割可能にした挺進連隊（空挺部隊）用の特殊兵器である。挺進落下傘/挺身落下傘（ていしんらっかさん）からテラ銃、二式テラ銃とも称される。

## 前史

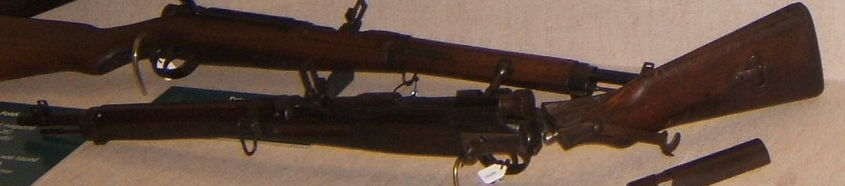
一式小銃

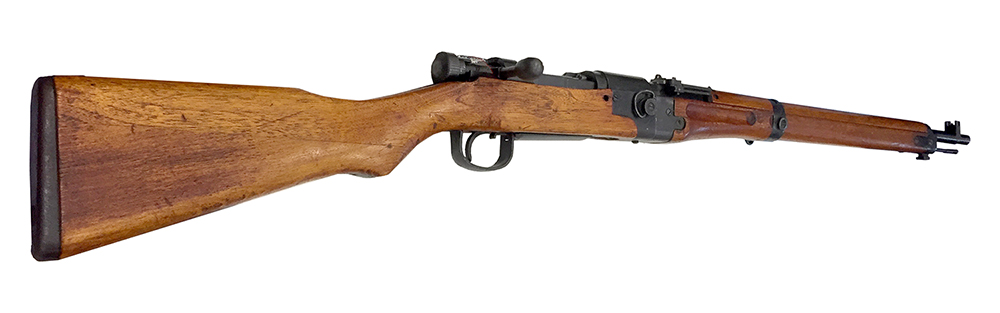
二式小銃

ドイツ国防軍のKar98kには空軍降下猟兵用に試作された特殊型が2種類あり、一つはKar98/42と呼ばれる、銃身と機関部の境で回転させて前後2つに分解する方式(テイクダウン方式)で、もう一つはKar98k・V39及びG33/40と呼ばれる、銃床を蝶番で折りたたむ方式(フォールディングストック方式)であった。
その機構を帝国陸軍が模倣した物が試製一〇〇式小銃及び試製一式小銃であった。試製一〇〇式小銃は九九式短小銃を基に、Kar98/42の分解方式の機構を完全に模倣したものであったが、ネジ山噛合い式機構には高精度の製造技術が要求され、当時の日本の工業力では大量生産が難しかった為、その後G33/40の銃床折り畳み機構を模倣し、三八式騎銃をベースにして試製一式の開発に挑んだ。これは試製一式小銃が正式な名称だが、試製一式テラ銃とも三八式テラ銃とも呼ばれる。こちらも蝶番の耐久性に難があり、試作のままで終わる事となった。
なお、前述のKar98kを基にしたテイクダウン及びフォールディングストックのライフルは、日本の試製一〇〇式や試製一式よりも完成度が高かったものの、二式小銃のような本格的な量産には至ってはいない。
これら二つの試作銃と同時期に、九九式短小銃を基に四四式騎銃のスパイク式折畳み銃剣を装備した試製テラ銃が開発される。海外ではExperimental 99 Paratrooper Rifle(試製九九式テラ銃)とも呼ばれるこの銃は、試製一〇〇式小銃の分解方式をより簡素化し、銃身と機関部は差込み式に改め、銃の左側面からクサビ型の部品を差し込み、ネジを回して固定する方式を採っていた。レシーバーには型式を示す刻印は無く、シリアルナンバーと工廠マークから名古屋工廠で7挺程が試作されたとみられるこの試製テラ銃は、銃剣が四四式と共通である事、機関部へのクサビの差し込み方向が左右逆である事、槓桿(ボルトハンドル)がねじ込み式で取り外しが可能である事を除いては、二式小銃とほぼ同じ構造であり、この銃の開発を経由して二式小銃は制式採用に至ったものとみられる。

## 概要
一般的な歩兵用の小銃では落下傘降下時に長い銃身が邪魔になるため、九九式短小銃をベースに前後に分解可能にし、挺進兵がこれを携行したまま降下できるよう、帝国陸軍の空挺部隊（陸軍落下傘部隊）たる挺進連隊用に開発された特殊兵器が二式小銃である。降下時は分解して専用の銃袋に収納・携行し、着地後に組み立てる。
銃身を含む前部と機関部を含む後部に分解する事ができ、分解結合は後部の右側面にあるネジを素手で回すだけで簡単に行う事ができる。前部後端から伸びた薬室部分を後部前端の穴にまっすぐ嵌め込み、後部の右側面に付いた横方向へ水平にスライドするクサビを差し込んで薬室の下面と噛み合わせ、クサビの後端に取り付けられた取っ手付きのネジを締め込んで固定すれば結合が完了する。分解はこの逆である。ただし薬室を含む銃身を固定する仕組みが簡略で、薬室・銃身基部に加わる保持力が均等ではないため、通常の九九式短小銃より命中精度は若干劣る。
二式小銃（および一〇〇式機関短銃）用には、三十年式銃剣を短くした二式銃剣（二式短剣）を使用するが、三十年式銃剣を装着することも可能である。
二式小銃自体の量産・実戦配備は太平洋戦争（大東亜戦争）開戦しばらくからであり、空挺部隊の訓練や緒戦の蘭印作戦における有名なパレンバン空挺作戦では、通常の九九式短小銃が主力小銃として使用されていた。訓練や同作戦においては一〇〇式輸送機・ロ式輸送機から降下する挺進兵は九四式拳銃と九七式手榴弾のみを携行し、かさばる九九式短小銃（ほか九九式軽機関銃・九二式重機関銃・九七式自動砲・一〇〇式火焔発射機など）は九七式重爆撃機から別途落下傘投下される物料箱に納められ、着地後にこれを発見・回収し戦闘を開始するものとされていた。しかしながら同作戦では風に流されるなどして物量箱を発見できず、手持ちの九四式拳銃と九七式手榴弾のみで戦わざるを得ない挺進兵が続出したことも問題となっていた。
上述の通り二式小銃の部隊配備時には既に緒戦の大規模空挺作戦は終了しており（パレンバン空挺作戦は1942年（昭和17年）2月14日に実施）、分解結合の利点を活かす機会も少なく、通常の九九式短小銃と同様に扱われ一般部隊にも配備された。但し、1943年10月からは通常の二式小銃とは別に、既存の九九式短小銃を二式小銃と同様の分解結合構造に改造する事で、調達を容易とする事を狙った九九式小銃（挺進用）の生産も開始されている。
敗戦後は警察予備隊や、東南アジアの独立義勇軍、ベトミンなどの鹵獲兵器として1960年代まで使用されていた。変わったところでは、分割可能という特性から、アメリカ映画において小道具として用いられた。
総生産数は計約19,000挺で、これは1942年から1944年（昭和19年）の間に生産された。

## 登場作品

### 映画
『ダーティハリー』
冒頭にて、殺人犯のスコルピオがスポーティータイプに改造された本銃をビルの屋上から使用し、ホテル屋上のプールで泳いでいた女性を射殺する。
作中では、分解してケースに入れられた状態や、その状態からの組み立てを行う様子が映されている。
『パニック・イン・テキサスタワー』
テキサス大学オースティン校の時計塔に立て籠もったチャールズ・ホイットマンが、スポーティータイプに改造された本銃を地上90mの高さから、一般市民や警察官に対して使用する。
なお、本作は実在する事件を題材にしたものであるが、実際の事件で二式小銃は使用されていない。

## 参考図書
- 『歴史群像No.38二式小銃』学習研究社、1999年